# 田部武雄
田部 武雄（たべ たけお、1906年3月28日 - 1945年6月）は、広島県広島市袋町（現在の中区）生まれのプロ野球選手（内野手、外野手、投手）。大日本東京野球倶楽部→東京巨人軍創成期の1番打者、主将。巨人で最初に背番号3を着けた選手（現在永久欠番となっている1と3を両方着けた唯一の選手でもある）。戦死した日本のプロ野球選手の一人。その華麗な守備と俊足で日米の野球ファンを湧かせた。身長5尺3寸（161 cm）、体重14貫（52 kg）。

## 来歴

### 生い立ち
広島市立袋町小学校で二学年下の加藤喜作と何故か同級。8人兄弟の5番目で早くに父を亡くし家庭の事情は複雑だったといわれる。次兄・謙二（のち養子縁組し渡辺姓となる）は、1915年に初開催された全国中等学校優勝野球大会（のちの夏の高校野球選手権）、第1回大会の第1試合に広島一中（現・広島国泰寺高校）の6番・捕手として出場した。この試合で指を痛め付近の病院に担ぎ込まれたため、これをきっかけに各種スポーツ大会に救護班が設けられるようになったという逸話が残っている。その後、大阪毎日新聞広島支局の記者となり、1920年5月にセミプロ野球団「大阪毎日野球団」の結成に、阿部眞之助監督に次ぐコーチ兼任格として参加。1924年から始まる選抜高等学校野球大会開催にも関与したが、早くに亡くなった。田部武雄もこの兄の影響で野球を始めた。同じ袋町小学校出身の加藤喜作と少年野球チーム・旭ボーイズに所属していたという。

### 広陵・大連実業
袋町小学校高等科を経て1920年、旧制広陵中学（現・広陵高校）に入学するが、1年で退学。理由は先の次兄・謙二がこの頃亡くなり、広島市内から田部の係累が全部消え、長兄・真一、三兄・正三をたより満洲に渡った、或いは学校あげての野球部満洲遠征のメンバーに加えられなかった不満から、他に天才的素質に好意を寄せた大連実業の実力者に迎えられたなどの説がある。菊池清麿は複雑な家庭環境によるものではと推察している。当時の満洲は大日本帝国の辺境ではあったが「運動王国の満洲」「日本のフィンランド」とも呼ばれ、スポーツの世界では先進地域であった。このため16歳で単身満洲・奉天に渡り、サラリーマンをしながら1924年、大連実業団（以下、大連実業）に参加し野球を続ける。六大学出身の花形選手が揃っていた当時の大連実業でレギュラーポジションを掴む。田部、谷口五郎（岩瀬五郎）、山本栄一郎らの大連実業と中澤不二雄が主将だった満洲倶楽部との戦い"実満戦"は"大連の早慶戦"と呼ばれたが、両チームの背後には満洲社会の二大勢力が控えており、満洲野球界は、学校のライバル関係を基礎とする内地の野球界とは大いに性質を異にしていたといわれる。勤務先は満洲の営口実業団の後、東華銭荘に就職した。戦前の20年間を大連で暮らした清岡卓行は、田部の大ファンで、田部目当てで試合や練習を度々見に行ったと著書『大連港で』に書いているが、1924年当時の田部の勤務先は銭荘（両替所）だったと書いている。芥川賞受賞作『アカシヤの大連』でも田部についてふれられている。
1926年秋には大連実業の1番二塁手として内地を転戦。1927年、大連実業の明大OB・中島謙監督と小西得郎から、明治への進学を勧められ帰国し、大連実業に籍を置きながら広陵中学四年に復学。復学か短期間の転入かは不明。当時広陵から多くのOBが明大野球部に進んでいた。広陵の学籍簿には「中学四年生として編入試験に合格」「1927年4月2日復学」と書かれているため、大道文（田村大五）は「退学したときの学年」に正直に戻り、当時中学は5年が修了期限であったが、四年修了と同時に大学に進学することも可能だったため、大学へ行く資格を取るために編入したのだろうと推理している。この頃春の選抜大会には年齢・学年とも制限が無かったため、この年21歳にして甲子園に出場。この前年度初優勝して「野球王国」広島の礎を築いた広陵は、八十川胖（のち明大、八十川ボーク事件で有名）、小川年安（慶大、阪神）、山城健三（通称：ベーブ山城、立大）、三浦芳郎（明大）、中尾長（明大、セネタース）らを揃えて広陵野球部史上最強チームと言われ、春連覇を狙い田部がエース3番として勝ち進み決勝までいくが、快速球左腕小川正太郎の和歌山中学（和中）の前に敗れた。この大会、決勝まで打ちまくり、走りまくりで、決勝はクタクタでピッチングは本調子ではなかった。この年の優勝チームはアメリカ遠征の褒美が付いていたが叶わず、「オレは、それだけが目的だった」と身を震わせて残念がっていたという。しかし大投手・小川から7回裏に公式戦で初めての被本塁打（ランニングホームラン）を浴びせている。同年夏の選手権は「他チームでの在籍は1年のみ」という制限に引っ掛かり、田部は出場できなかった（代わってエースとなった八十川が2回戦、対敦賀商業戦で史上2人目のノーヒットノーランを達成するなどして勝ち進むが、またしても決勝で水原茂らのいた高松商業に敗れた）。
この年、夏選手権が終わるとまた広陵中を退学し大連実業に復帰。第1回全日本都市対抗野球大会の満洲代表を決める"実満戦"に、遊撃手または二塁手として3番や1番を打ったが、一勝二敗と不覚をとり、第1回都市対抗には出場が出来なかった。実満戦は年に一度、初夏に行われた定期戦で、1927年9月には大連実業の選手として内地に遠征。早大に1勝1敗、慶大に勝ち、明大に負けたが、いずれも接戦。その後、大毎野球団に2連敗、ダイヤモンド倶楽部に引き分けたものの、宝塚運動協会、関大を破り、朝鮮で4戦4勝してチームは帰連したが、田部は内地に止まり、翌春明大に進学したとされる。このような田部の目まぐるしい動きが問題視され、1928年から実満戦は試合の2週間前に大連に居住し勤務するもののみ出場できることとするルールができた。
　

### 明治
1928年9月19日鮮満遠征で来た明治大学との試合では、大連実業の1番遊撃手として登場。ピッチャーが一塁に山なりの牽制球を投げるのを見てとると、三塁から脱兎の如く本塁を駆け抜け見事ホームスチールを成功させた。逆に同年秋に田部のいた大連実業が東京に遠征して早稲田大学、慶應義塾大学、明治大学と対戦したとする文献もある。田部のように実力十分な選手が加わることで、チーム力がすぐに上昇する現実が、中学校の選手争奪戦を激しくした。こうした田部の放浪生活は満洲に続き、内地の中等野球でも問題となり、中等野球選抜、選手権大会とも「在学一年以上」「落第生の出場禁止」など出場資格についての制限が1932年に施行された野球統制令に加えられた。1928年、22歳で明治大学の3年に進学。3月8日の関西大学戦に2番遊撃手として出場した。明治の進学は同大学のOBである小西得郎や安藤忍、中島謙や、広陵の同期・銭村辰巳らが関与したといわれる。「広陵学園野球クラブ会員名簿」には昭和4年（1929年）広陵を卒業と明記されているため、広陵中に籍を置いたまま明治大学に進学したことになる。菊池清麿は、広陵を卒業した昭和4年（1929年）は、明治大学に既に入学していて、二重学歴となるが、個人の才能を十分に伸ばすという大らかな教育事情に従ったと推察している。この入学問題のため「明大は田部を買った」「球界の不祥事」などと大きく批判された。明治入りした田部はすぐにレギュラーを確保、主に二塁と遊撃を守ったが、捕手以外のポジションなら全てこなし、命ぜられればマウンドに上がり強打者を手玉に取った。踏み出した左足を地面に付けて、やや遅らせて球を投げるというボークすれすれの新しいモーションを編み出し、この投げ方は当時流行した。また後輩・八十川胖が田部を真似て後年、八十川ボーク事件の遠因となった三塁に偽投し、反転、一塁へ牽制球を投げるという戦法も田部が編み出したもの。走者として塁に出ると飛び跳ねて、スパイクをカチッカチッと鳴らし片足を突き出してピッチャーを威嚇、大騒ぎする観客の中、まるで隣の家に行くように盗塁を簡単にやってのけた。また、俊足強肩の外野手としても知られ、後楽園スタヂアム（現・東京ドーム）の社長を務めた保坂誠は、「慶明戦でセンターを守っていた田部が、ランナー三塁で大きなセンターフライを背走して好捕。97．8mぐらいのところから、1メートルくらいの高さのバックホームをしてランナーを刺した。後にも先にもあんなプレーは見たことがない」と、今でも強烈な印象が残っていると話していた。全てを兼ね備えた天才選手といわれ明治の黄金時代に貢献。リーグ通算67試合出場、259打数56安打、打率.216、0本塁打、22打点、36盗塁。東京六大学を代表する美男子ともいわれ、明治の練習に女性がくれば九割が田部のファンで、同級（年齢は違う）だった松木謙治郎は田部ファンからの差し入れのケーキや寿司をよく回してもらったという。当時、田部と書かれたサインの多くは松木の代筆だという。『明治大学野球部史』にも「昭和初期に最も“神宮の杜”を沸かせた選手」とある。ただし、先の入学問題と相まって「スタンドプレーの標本」などと悪口を言われた（この時代の活躍については大和球士著、『真説 日本野球史 《昭和篇その一》』に詳しい）。1931年、初来日したルー・ゲーリッグら米大リーグ選抜チームと対戦する日本選抜チームに外野手でファン投票で選ばれ、右翼手3回と投手2回で4試合出場。大学の先輩・小西得郎が可愛がり小西の神楽坂に自宅に居候していた。小西は「私の六十年の野球生活の中でみてきた選手では、飛び抜けた存在だった」と評している。

### 藤倉・東京倶楽部
1932年明治大学を卒業後、東京市の深川にあった藤倉電線に入社。東京倶楽部の一員として第6回全日本都市対抗野球大会に出場。開幕第1戦に三塁手兼投手として出場するが、この大会優勝した全神戸に田部の三塁への暴走等で敗れた。明治在学中から日活のトップ女優であった伏見信子・直江姉妹と付き合っていたといわれマスコミを賑わせた。しかし仲が良かった苅田久徳の著書他によると本命は東京日本橋の老舗乾物問屋のお嬢さんで、彼女との恋愛を周囲に反対され、すべてが嫌になり忽然と姿を消したといわれる。日本を去って南洋ジャワ島の開拓に行ったと当時の雑誌に書き立たれたが、実際は山口県の小さな鉄道会社の身を落ち着けた後、1934年に福岡県の九州電気軌道（西日本鉄道の前身）に転職し、車掌をしていた。

### 巨人

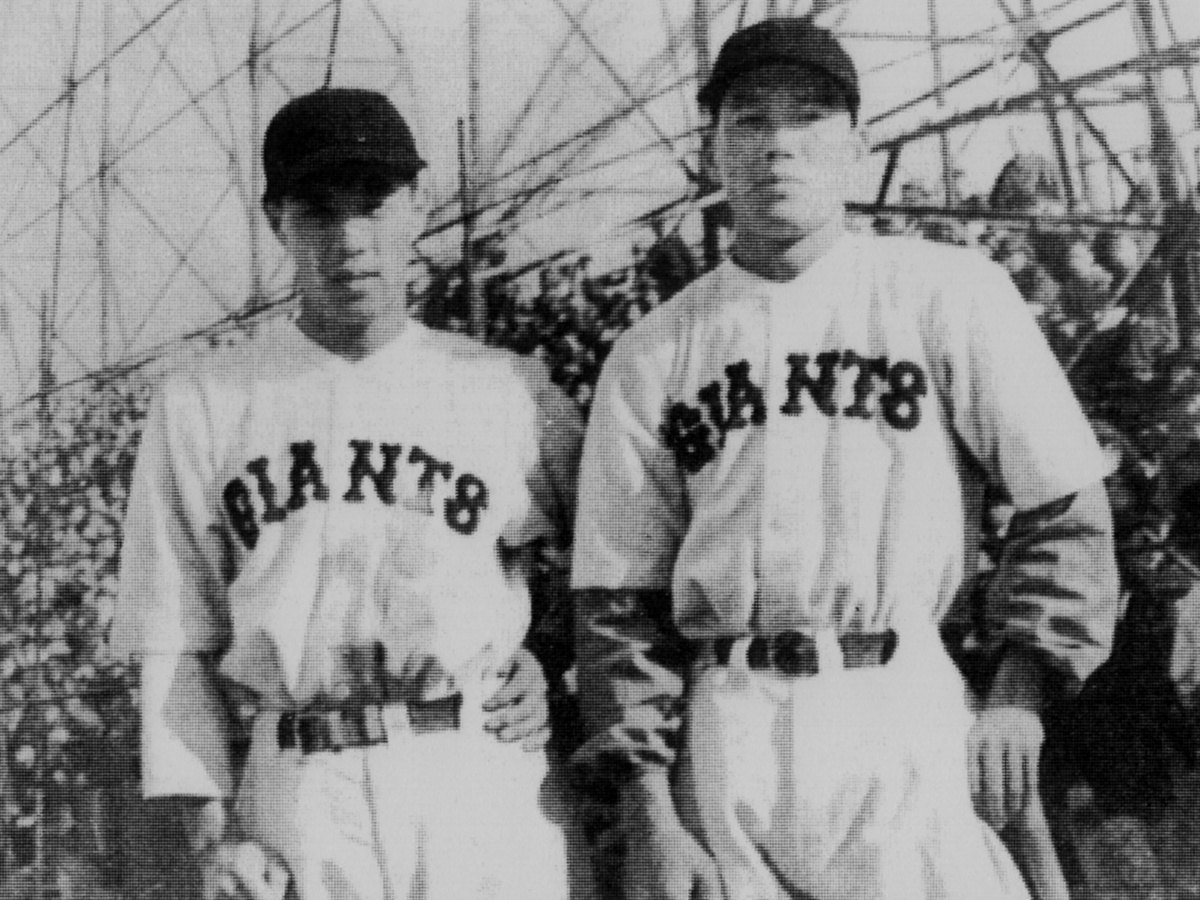
田部武雄（左）と水原茂（左）

関係者が奔走し、たまたま地方紙の記者が田部の存在を知っていたため1934年、満洲・朝鮮の有名選手の「全日本チーム」入りを口説いた帰途の三宅大輔に勧誘され、3年ぶりに上京し大日本東京野球倶楽部（後の東京巨人軍）の結成に参加し入団。結成時の背番号は3。仲立ちしたのは小西得郎で、大日本東京野球倶楽部在籍時には松本瀧藏宅に住んでいたという。初代主将二出川延明の退団に伴い、2代目主将となる。東京六大学出身で端整なマスクに、ショーマンシップ溢れたプレースタイルは、男女問わず非常に人気が高かったといわれる。また伝説的な韋駄天選手として知られ、1935年の第一次アメリカ遠征では、主にトップバッターとして105試合で110盗塁という驚異的な数字を記録、また本場アメリカ野球相手にホームスチールを成功させ「田部がスチールできないのは一塁だけだ」と、アメリカ人を驚かせ「タビー」と呼ばれた。帰国後、巨人が巡業試合で東京鉄道局野球部（現JR東日本硬式野球部）に2敗したため、東京鉄道局の藤本定義が巨人の監督に招聘されたが、東京鉄道局がマークしたのが田部と沢村栄治だった。東京鉄道局は田部対策として内野安打での出塁を防ぐ前進守備の田部シフトを敷いた。
背番号が1となった翌1936年、2月5日に日本職業野球連盟が結成され、巨人2回目のアメリカ遠征壮行会と名古屋金鯱軍の結成記念を兼ねて行われた現在の日本野球機構にあたる職業野球連盟に所属するチーム同士が行った初めての試合（鳴海球場）では、母親の病気で広島に帰省していたが、巨人の初戦の敗戦で急遽球団から呼び寄せられ2月11日の第3戦に間に合い、貴重な二塁打を放ち巨人の二連勝に貢献した。直後の2月14日からの第2次アメリカ遠征では、全75試合でチーム17本の本塁打中、2本を放ち、投手としても5試合登板した。沢村と二人だけ写真入りで取り上げられ共にメジャーリーグから勧誘を受けた。帰国後、主将としての役目上選手の不満を代弁して球団上層部と衝突、これが原因で巨人軍を退団（主将の後任は津田四郎）。沢村を先頭として選手たちのあいだにチーム内の学閥に対する不公平などへの不満があり、渡米前に他チームへ移籍させられた三宅大輔と苅田久徳の復帰、頼りない浅沼誉夫新監督の勇退を要求する声が強く、田部主将と水原茂副将を中心に、署名捺印を連ねての正力松太郎に直訴したが受け入れられなかった。田部と浅沼は八十川ボーク事件で因縁があり、浅沼は田部を嫌っていたといわれる。田部と水原はアメリカから帰国後は三宅が監督となった阪急軍に転じるつもりであったが、移籍は認めないという規定が契約書に含まれており窮地に追い込まれ、同年日本初のプロ野球リーグが開幕したが、結局、プロ野球には身を投じなかった。

### 大連実業・沖縄
同年秋、岐阜県在住の田部の後援者が、田部を筆頭に杉田屋守らと関西鵜軍（コーモラント、鵜飼の鵜の意）なる新球団を計画するがマスコミ発表のみで頓挫。その際、コーモラントの幹部から料亭で千円という破格の契約金を記した小切手を提示され、水原は断ったが田部は受け取った。しかし有力者の事業の失敗で話は潰れ小切手は不渡りとなった。このため水原は巨人軍に復帰できたが、田部はプロ野球への道は閉ざされたという説がある。しかしこのチームの監督を田部が小西得郎に薦め、頓挫した事で大東京軍のマネージャーに相談、これが縁で鈴木龍二に会った小西が鈴木の気性に惚れ、その後職業野球とかかわる事になった。小西は「ぼくが明大入りの橋渡しをした田部のすすめで、実はぼくは"プロでやってみよう"という気になったんだよ。後年、私が日本のプロ野球に少しでもお役にたてたとしたら、いってみれば田部のおかげなんですよ」と話している。
こうして田部は1936年（1937年とも）日本を去り再び満洲大連に渡る。当時の大連は日本から続々と、大きな仕事をやろうと胸をふくらませた男たちが渡って行った時期。田部はトラック運送業を始め事業も成功した。大連実業に復帰し「もうややこしいことを考えて野球をするのがイヤになった」「実業野球を楽しみたい」と話していたといわれる。1940年第14回都市対抗野球大会には、大連実業のエースとして出場（準優勝投手）。この大会でもポジションをころころ代えたり、1番投手で出場するなどで観客を沸かせた。1942年、戦前最後の大会となった第16回都市対抗野球大会にも出場。1944年、大連で現地召集され、戦況悪化の激戦地、沖縄に向かう。
1945年、地上戦最中の6月、沖縄摩文仁海岸で機関銃の乱射を受け死亡したとされるが、没日ほか詳細は不明。満39歳没。

東京ドーム敷地内にある鎮魂の碑に、彼の名前が刻まれている。
1969年、野球殿堂入り。

## 逸話
松木謙治郎の著書「タイガースの生いたち―阪神球団史」の中に田部の記述がある。松木と同じ1932年、明治大学を卒業した田部が雑誌の取材で“暁の超特急”といわれ同年ロサンゼルスオリンピックに出場し、東洋人としては初めて陸上短距離で入賞した吉岡隆徳にどちらが速いか、と挑戦し神宮球場で競争した。馴れない陸上用のスパイクながら後半までリードしたと言っていた。吉岡は当時世界で一番速いとも言われたので、これが本当なら50mなら田部が世界一速かったという事になる。松木は数多くの俊足選手を見てきたが、スタートダッシュの速い事にかけては田部に及ぶものがない、と信じているという。
従弟の田部輝男はプロ野球リーグ入りした。広陵、立教大学を経て、戦後にプロ入り。結城ブレーブス（国民リーグ）、西日本パイレーツ、西鉄ライオンズなどでいずれも主力選手として活躍した。選手層の薄かった創設年の西日本、西鉄では四番も打った。引退後は芝浦工業大学の野球部監督を長く務め、同校を東都大学の強豪チームに育て、また片岡新之介、河村健一郎、伊原春樹ら多くの後進を育てた。
田部は大連に戻った1942年に結婚して長男が生まれている。島岡吉郎は「田部の子は明大中野高校を卒業したんですが明治大学には来なかったです」と話している。安藤忍が東映フライヤーズの監督をしていた1950年から1952年まで面倒を見ていたらしく、小西得郎は「長男が東映フライヤーズでバットボーイをしていたはず」と話している。その後田部夫人と長男は野球関係者に連絡を取ることはなかった。松木謙治郎は1957年に大映スターズの監督として沖縄へ行った時、沖縄摩文仁海岸の崖の上でひっそりと祈る夫人と長男を見たと話している。

## 詳細情報

### 年度別打撃成績
- 一軍公式戦出場なし

### 表彰
- 野球殿堂特別表彰（1969年）

### 背番号
- 3（1935年）
- 1（1936年）